# Caroline de Maigret
Caroline de Maigret (født 18. februar 1975 i Neuilly-sur-Seine) er en fransk model og musikproducer. 

## Privatliv
Hun er barnebarn af den tidligere minister Michel Poniatowski, og datter af Bertrand de Maigret (tidligere vicepræsident for Conseil de Paris og sidenhen deputeret for Sarthe) og den tidligere svømmemester
Isabelle Poniatowski. Hun er vokset op i Paris med sine tre brødre og søstre. I 1993, bestod hun sin baccalauréat i økonomi og sociologi og startede på Sorbonne 
i moderne litteratur. Samme år blev hun hyret af et modelbureau. Hun er i dag i "stald" hos NEXT Model Management.
I 2006, sideløbende med sin modelkarriere, grundlagde hun sit musikproduktionsselskab Bonus Tracks Records med sin kompagnon Yarol Poupaud.

## Karriere

### Som model
Hun startede sin karriere med Mario Testino i magasinet Glamour, hvorefter hun gik som model for Chanel, Dior, Louis Vuitton, 
Balenciaga, Marc Jacobs, Hermès, Jil Sander, Lanvin, Valentino, Ann Demeulemeester, Dries Van Noten, A.F. Vandevorst, 
Alexander McQueen, Hussein Chalayan, m.fl.
Hun er blevet fotograferet til flere franske og internationale magasiner som Vogue,  Numéro, i-D, Elle, m.fl.
For flere kosmetikmærker er hun ansigt udadtil såsom Garnier, Oil of Olay, Pantene, Évian Affinity.
I 2014 blev hun hovednavn hos Lancôme.

### Som musikproducer
I 2006 grundlagde hun musikprduktionsselskabet Bonus Tracks Records, der primært udgiver rock, sammen med musikeren Yarol Poupaud.
Produktioner :
1. 2012: "Black Minou", EP
2. 2011 : The Parisians, Difficult Times
3. 2011 : The Hub, A Sleepless Night
4. 2010 : The Parisians, Shaking The Ashes Of Our Enemies
5. 2009 : Les Brainbox, Siberia EP
6. 2009 : Heartbreak Hotel, Snake Eyes
7. 2009 : Bad Mama Dog, Love Gone Bad
8. 2008 : Mister Soap and the Smiling Tomatoes, Hawaï EP
9. 2008 : Yarol, 2003 Sessions
10. 2008 : The Parisians, Alesia E.P.
11. 2008 : The Mantis, Where Are You My Generation? E.P.
12. 2006 : Adrienne Pauly, Adrienne Pauly (Proudceret for Warner Music)
13. 2006 : Adanowsky, Étoile éternelle (Proudceret for Dreyfus Motors)
14. 2006 : Paris Calling---(Second Sex, The Parisians, Plastiscines, Brooklyn, Les Shades, The Hellboys, The Rolls)
15. 2006 : The Hellboys, Mutant Love

Produktioner soundtracks :
- 2010 : Bus Palladium de Christopher Thompson
- 2009 : La Musique de Papa, Patrick Grandperret, France 2
- 2008 : Doom Doom, de Laurent Abitbol et Nicolas Mongin, Canal+

## Filmografi
- 2014 : Sils Maria af Olivier Assayas